# Tomentella lateritia
Tomentella lateritia är en svampart som beskrevs av Pat. 1897. Tomentella lateritia ingår i släktet Tomentella och familjen Thelephoraceae.  Arten är reproducerande i Sverige. Inga underarter finns listade i Catalogue of Life.